# Chupim
Chupim ou chupim-vira-bosta (Molothrus bonariensis) é uma ave passeriforme da família Icteridae. Os machos de tais animais possuem uma coloração aparentemente preta, mas quando expostos ao sol, brilham em um tom azul-violeta, enquanto as fêmeas são mais pardacentas e menos reluzentes.[carece de fontes?]

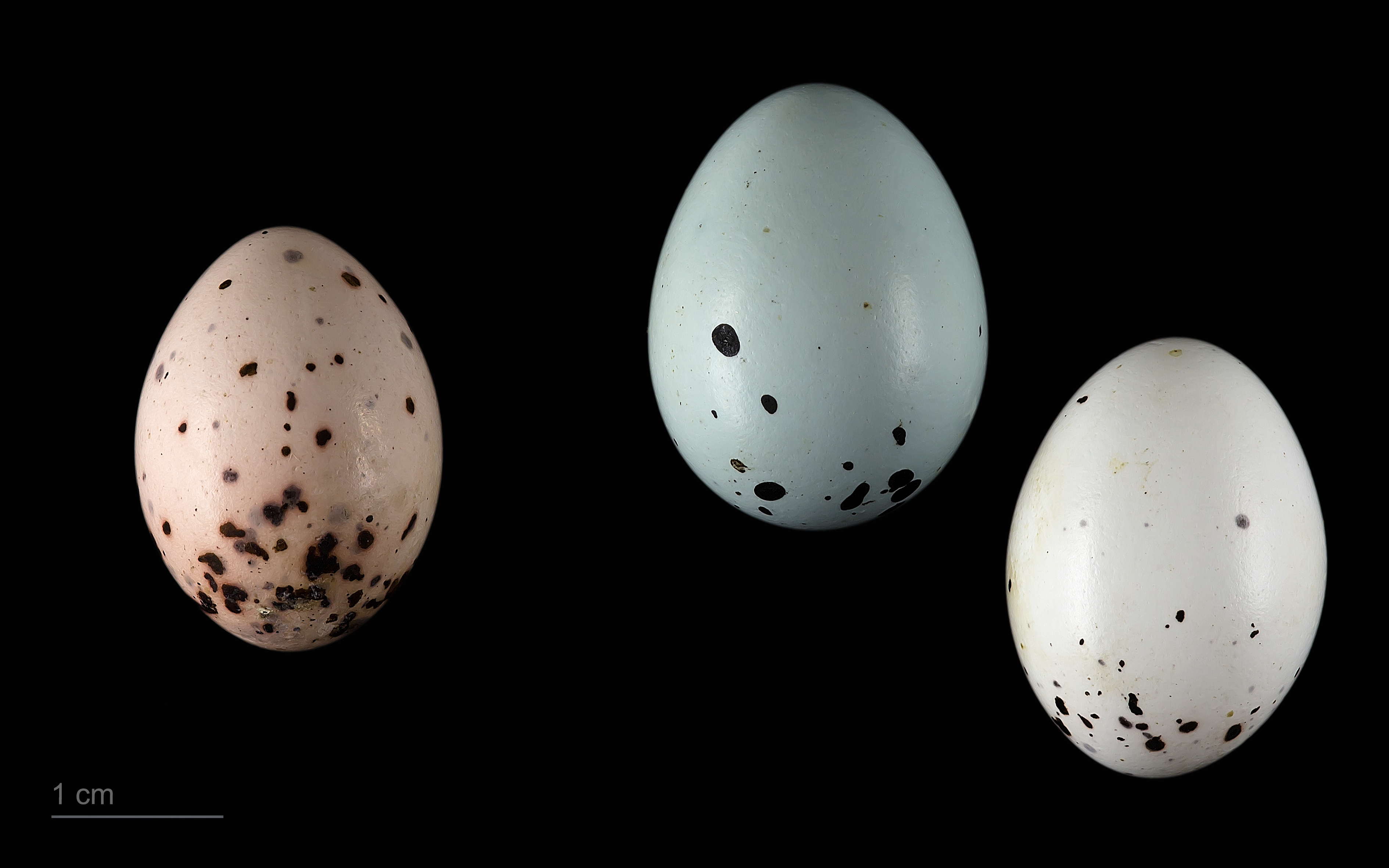
Ovos de Molothrus bonariensis - MHNT

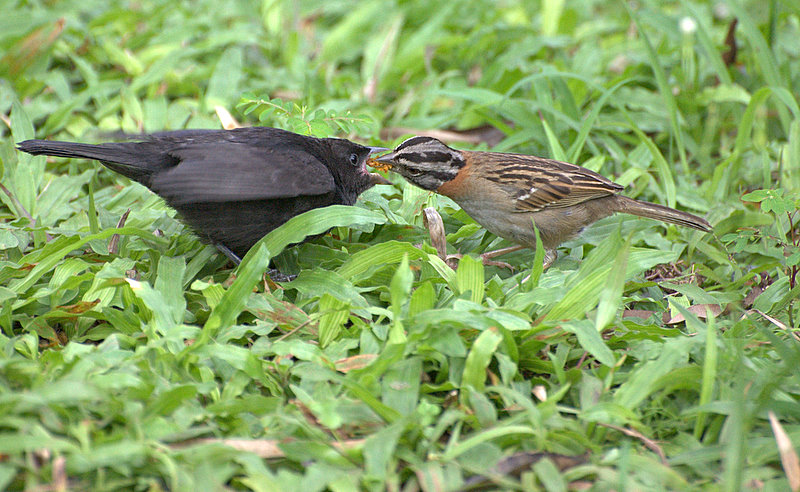
Um chupim jovem sendo alimentado por um tico-tico

O chupim é conhecido por colocar seus ovos nos ninhos de outras espécies aves, para que elas possam chocá-los, criá-los e alimentá-los como se fossem seus próprios filhotes, um processo conhecido como parasitismo de ninhos. Por isso acabou virando sinônimo de aproveitador. São diversas as espécies parasitadas por essa ave, mas a mais comum de se ver alimentando um filhote de chupim é o tico-tico, pois seus ovos são muito semelhantes. Registros desse parasitismo tiê-sangue, tiê-preto, cardeal dentre outros também já foram registados.[carece de fontes?]
São aves de comportamento curioso, se apropriam do ninho de outras aves.
No Brasil, mais especificadamente no Rio Grande do Sul é onde a espécie é encontrada com grande frequência, em razão das plantações de arroz. Outra curiosidade no Rio Grande do Sul, é a denominação de "Chupim" a pessoas que se aproveitam da situação para tirar proveito de outras, ou simplesmente como se fala por todo o país ficar na "aba do chapéu".

## Etimologia
Também são conhecidos pelos nomes de arumará, azulão, azulego, boiadeiro, brió, carixo, catre, chopim-gaudério, corixo, curixo, corrixo, corvo, engana-tico, engana-tico-tico, gaudério, godério, godero, gorrixo, grumará, iraúna, maria-preta, negrinho, papa-arroz, parasita, parasito, pássaro-preto, uiraúna, vaqueiro, vira, vira-bosta e vira-vira.[carece de fontes?]

O nome chupim foi selecionado como nome vernáculo técnico para a espécie Molothrus bonariensis pelo Comitê Brasileiro de Registros Ornitológicos (CBRO) em 2021.